# Elezioni generali in Bolivia del 2014
Le elezioni generali in Bolivia del 2014 si tennero il 12 ottobre per l'elezione del Presidente e il rinnovo dell'Assemblea legislativa plurinazionale (Camera dei deputati e Senato).
Le elezioni presidenziali videro la vittoria del presidente uscente Evo Morales, rieletto per il terzo mandato consecutivo.

## Risultati
| Liste                                       | Candidati             | Voti      | %     | Seggi  | Seggi  |
| Liste                                       | Candidati             | Voti      | %     | Camera | Senato |
| ------------------------------------------- | --------------------- | --------- | ----- | ------ | ------ |
| Movimento per il Socialismo                 | Evo Morales           | 3.173.304 | 61,36 | 88     | 25     |
| Fronte di Unità Nazionale                   | Samuel Doria Medina   | 1.253.288 | 24,23 | 32     | 9      |
| Partito Democratico Cristiano della Bolivia | Jorge Quiroga Ramírez | 467.311   | 9,04  | 10     | 2      |
| Movimento Senza Paura                       | Juan Del Granado      | 140.285   | 2,71  | -      | -      |
| Partito Verde della Bolivia                 | Fernando Vargas Mosúa | 137.240   | 2,65  | -      | -      |
| Totale                                      | Totale                | 5.171.428 |       | 130    | 36     |